# Rychle a zběsile 10
Rychle a zběsile 10 (v anglickém originále Fast X) je americký akční film z roku 2023 režiséra Louise Leterriera, který jej natočil podle scénáře Dana Mazeaua a Justina Lina. Jedná se o desátý film hlavní řady franšízy Rychle a zběsile a sequel snímku Rychle a zběsile 9 (2021). V hlavních rolích se představili Vin Diesel, Michelle Rodriguez, Tyrese Gibson, Chris „Ludacris“ Bridges, John Cena, Nathalie Emmanuel, Jordana Brewster, Sung Kang, Scott Eastwood, Daniela Melchior, Alan Ritchson, Helen Mirren, Brie Larson, Rita Moreno, Jason Statham, Jason Momoa a Charlize Theron.
Natáčení filmu bylo zahájeno 21. dubna 2022 v režii Justina Lina. Ten však po týdnu od projektu odstoupil kvůli kreativním neshodám. Jako nový režisér byl 2. května 2022 oznámen Louis Leterrier. Film byl natáčen v Anglii v leavesdenských ateliérech ve Watfordu a na několika lokacích po světě (např. Itálie a Portugalsko). K dokončení natáčení došlo v polovině srpna 2022. Do amerických kin byl uveden 19. května 2023, do českých 18. května 2023.